# Wolny strzelec (opera)
Wolny strzelec (Der Freischütz) – opera w trzech aktach skomponowana przez Carla von Webera do libretta napisanego przez Friedricha Kinda. 